# Araneus corticarius
Araneus corticarius är en spindelart som först beskrevs av James Henry Emerton 1884.  Araneus corticarius ingår i släktet Araneus och familjen hjulspindlar. Inga underarter finns listade i Catalogue of Life.